# Zobonoskovití
Zobonoskovití (Attelabidae) je čeleď brouků z nadčeledi Curculionoidea. Je popsáno více než 2 000 druhů. Jsou zařazováni mezi primitivní nosatce pro jejich přímá tykadla , která vyrůstají hned za jejich kousacím ústrojím (rostrum).
Někteří členové této čeledi mají dlouhý krk, a proto se jim říká „žirafí nostaci“ (například druh Trachelophorus giraffa). Pár druhů jsou nevýznamnými škůdci na zemědělských plodinách. Larvy brouků rodu Rhynchitinae se živí pupeny stromů a květin nebo listy stromů. Samičky rodu Attelabinae rozdělují a rolují listy stromů a do takto vzniklých útvarů kladou svá vajíčka. Vylíhlým larvám srolované listy slouží jako potrava.

## Taxonomie
- podčeleď Apoderinae Jekel, 1860
- podčeleď Archolabinae Voss, 1929
- podčeleď Attelabinae Billberg, 1820
- podčeleď Pterocolinae Lacordaire, 1866
- podčeleď Rhynchitinae Gistel, 1848

## Fotogalerie

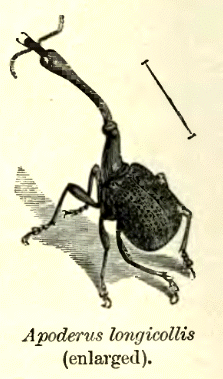
Apoderus longicollis
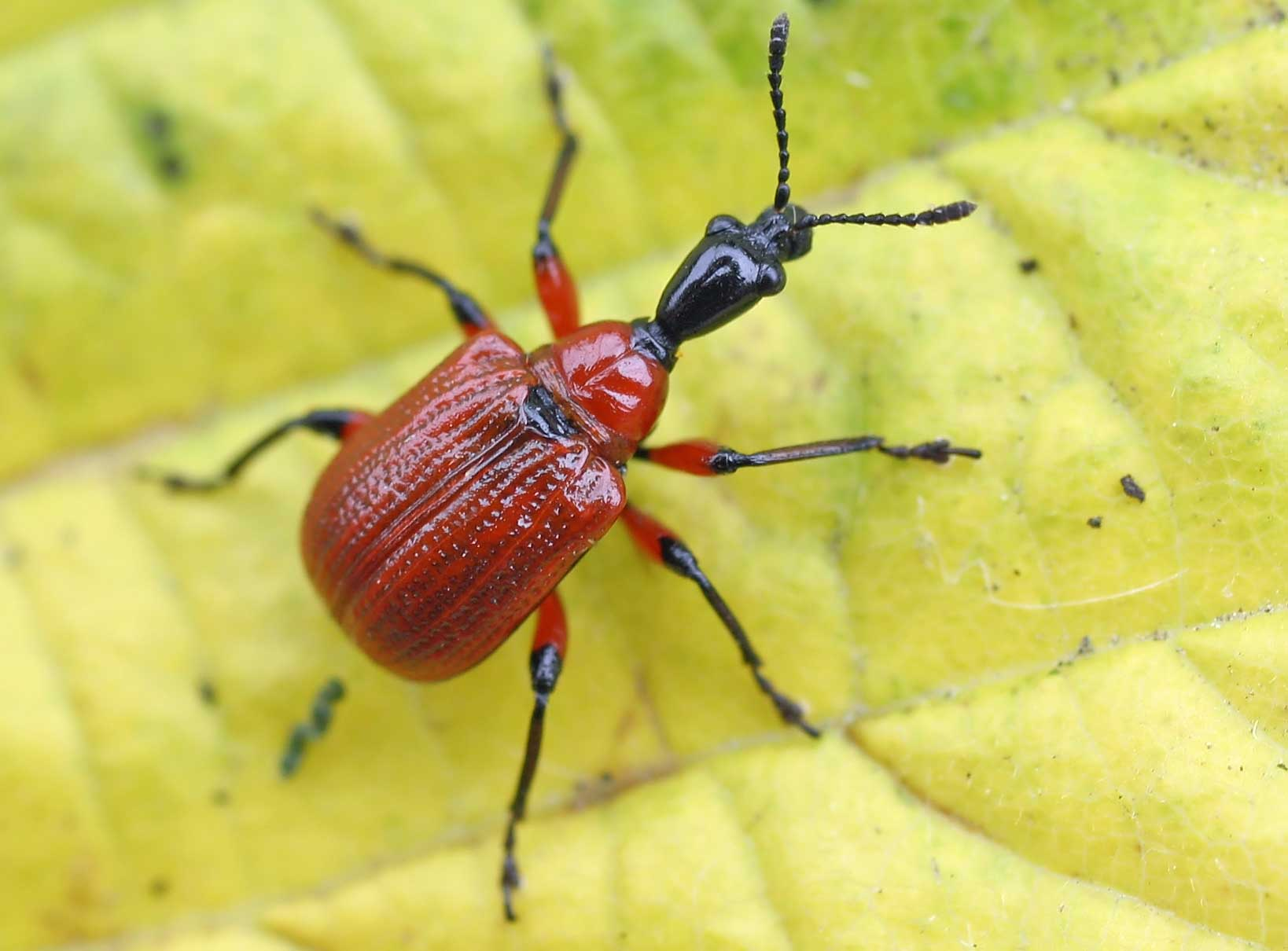
Apoderus coryli